# Пешина
Пешина (итал. Pescina) је насеље у Италији у округу Л'Аквила, региону Абруцо.
Према процени из 2011. у насељу је живело 3492 становника. Насеље се налази на надморској висини од 716 м.

## Становништво
Према резултатима пописа становништва 2011. у општини је живело 4.264 становника.
| 1931. | 1936. | 1951. | 1961. | 1971. | 1981. | 1991. | 2001. | 2011. |
| ----- | ----- | ----- | ----- | ----- | ----- | ----- | ----- | ----- |
| 5.671 | 5.943 | 6.019 | 5.438 | 4.430 | 4.460 | 4.699 | 4.506 | 4.264 |